# François Pompon
François Pompon (Saulieu, 9 mei 1855 - Parijs, 6 mei 1933) was een Franse beeldhouwer. Hij is bekend door zijn beelden van dieren. Zijn stijl kenmerkt zich door een simplificatie van de vormen en door de gepolijste oppervlakken. Hij werd voor zijn werken benoemd in het Franse Legioen van Eer.

## Biografie
Pompon begon zijn loopbaan als leerling in de werkplaats van zijn vader, die meubelmaker was. Als 15-jarige werd hij leerling-marmerwerker in Dijon, waar hij ook beeldhouwlessen volgde aan de school voor schone kunsten. In 1875 werd hij in Parijs marmerwerker bij een begrafenisondernemer bij de begraafplaats Montparnasse. Hij vervolgde daarna zijn studie aan de École nationale des arts décoratifs (1877). Een van zijn leraren was professor in de anatomie; daar ontlook zijn liefde voor planten en dieren. In 1879 had hij zijn eerste expositie. In 1880 werkte hij als beeldhouwer tijdens de restauratie van het stadhuis van Parijs.
In 1890 trad hij in dienst bij Auguste Rodin (1840-1917) als hoofd van diens atelier. Hij leerde daar veel getalenteerde beeldhouwers kennen waarvan vooral René de Saint-Marceaux (1845-1915) zeer belangrijk voor hem werd als opdrachtgever.
Pompon interesseerde zich zeer voor de kunst van het Verre Oosten en raakte in de ban van het toen in zwang zijnde japonisme. Hij bewonderde ook de oud-Egyptische kunst, die hij in het Louvre leerde kennen. Hoewel hij al in 1874 zijn eerste dierenbeeld maakte (een vliegend hert) besloot hij pas in 1905 uitsluitend dieren tot zijn onderwerp te maken, daarmee aansluitende op de toen algemene smaak. Tegelijkertijd komt hij er toe het accent op de vorm te leggen en details weg te laten. Zijn beelden worden dan ook meer gepolijst Zijn Ours blanc (IJsbeer) is waarschijnlijk het meest representatief voor zijn kunde.

## De tragiek van Pompon
Als op de Herfstsalon in 1922 in Parijs de Ours blanc (IJsbeer) tentoongesteld werd en sterk opviel doordat het werk door zijn modernisme schril afstak bij de esthetiek van het realistische werk van de 19e eeuw, leek het erop dat de 67-jarige Pompon beroemd zou worden. Maar in werkelijkheid heeft hij altijd een bescheiden plaats gehad in de Franse kunstwereld. Hij kon niet leven van zijn kunst en heeft altijd zijn talent in dienst van anderen moeten stellen. Door een samenloop van omstandigheden - het uitbreken van de Eerste Wereldoorlog, het sluiten dientengevolge van de Jardin des Plantes en het opruimen van de dieren daar, het overlijden van René de Saint-Marceaux in 1915 - is Pompon een lange tijd niet in staat geweest scheppend werk te verrichten en werkte hij in een aantal slecht betaalde baantjes. Na de Eerste Wereldoorlog voelde hij zich zeer gekwetst omdat hem de vervaardiging van een oorlogsmonument in Saulieu niet gegund werd. Hij stierf uiteindelijk in armoede, alleen. Zijn vrouw, hoewel veel jonger, ging hem al voor; kinderen had het echtpaar niet.
Na zijn dood werd in zijn geboortestad voorgesteld een museum aan hem te wijden; dat is er uiteindelijk gekomen, maar het herbergt maar een klein deel van het oeuvre van Pompon. In Parijs wil men het atelier van Pompon in de Rue Campagne-Première tot museum inrichten, in de hoop dat het Louvre in het verschiet ligt. Félix Kir wilde als burgemeester van Dijon in 1948 het atelier van de meester naar het Musée des Beaux-Arts de Dijon halen, ondanks de protesten van diens executeur-testamentair en vriend René Demeurisse, die het oeuvre in Parijs wilde houden. Maar het Nationaal Museum voor Moderne Kunst in Parijs deed zijn werken van Pompon in 1972 over aan het Museum van Vire. In 1986 opende het Musée d'Orsay zijn poorten, maar liet de IJsbeer in het magazijn.

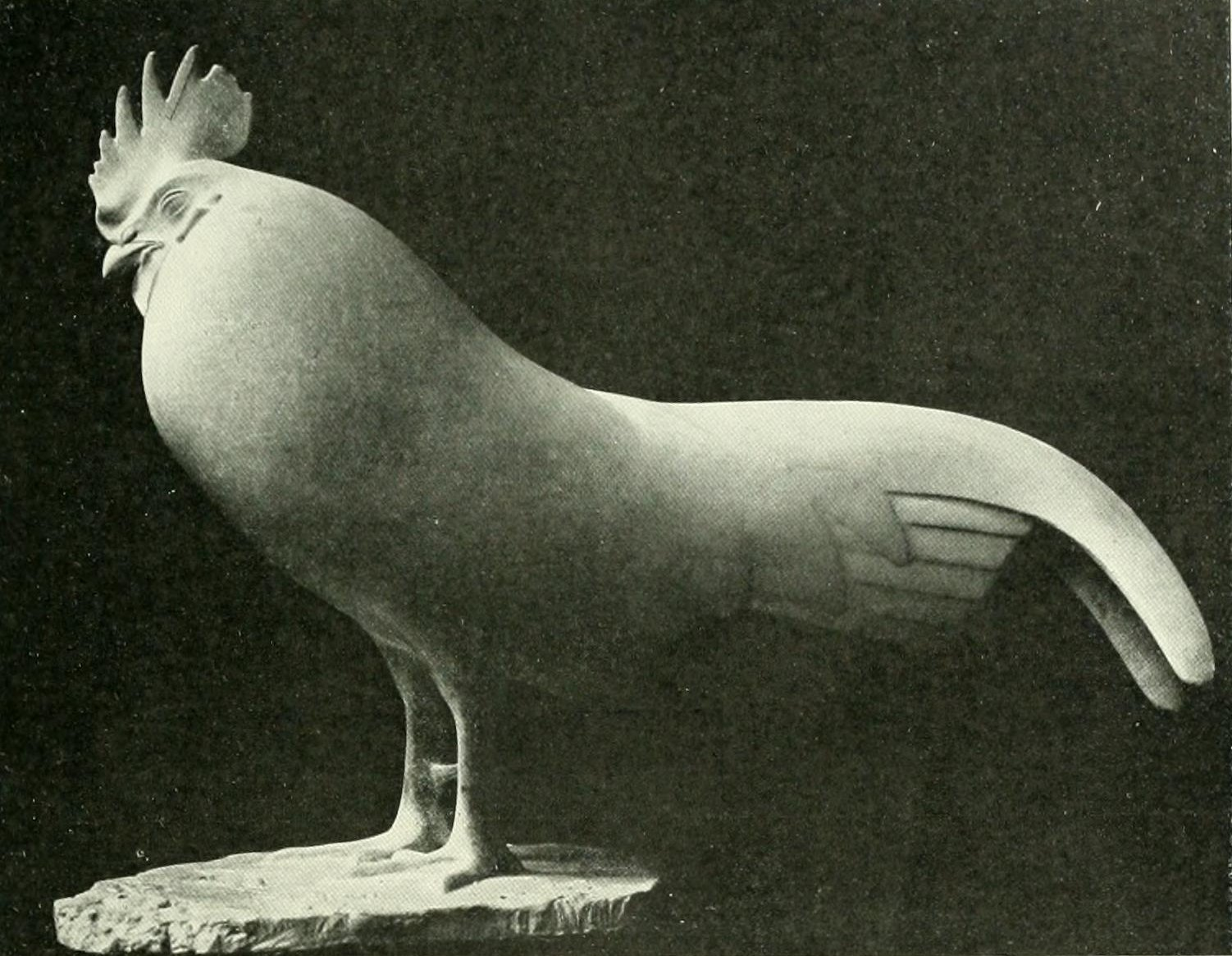
Slapende haan, 1923, gips, Musée d'histoire naturelle, Parijs
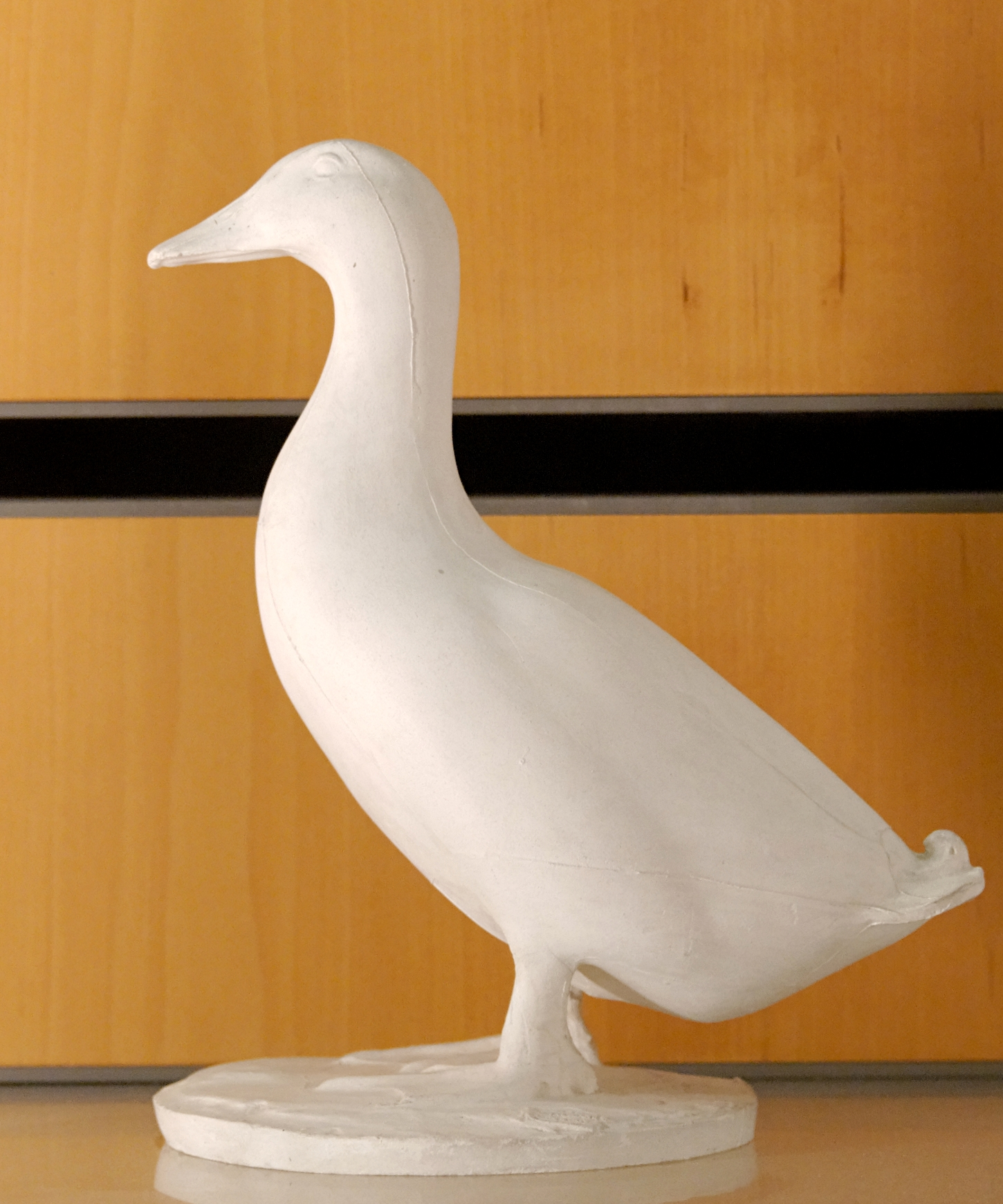
Eend, 1924, gips, Musée des Beaux-Arts, Lyon
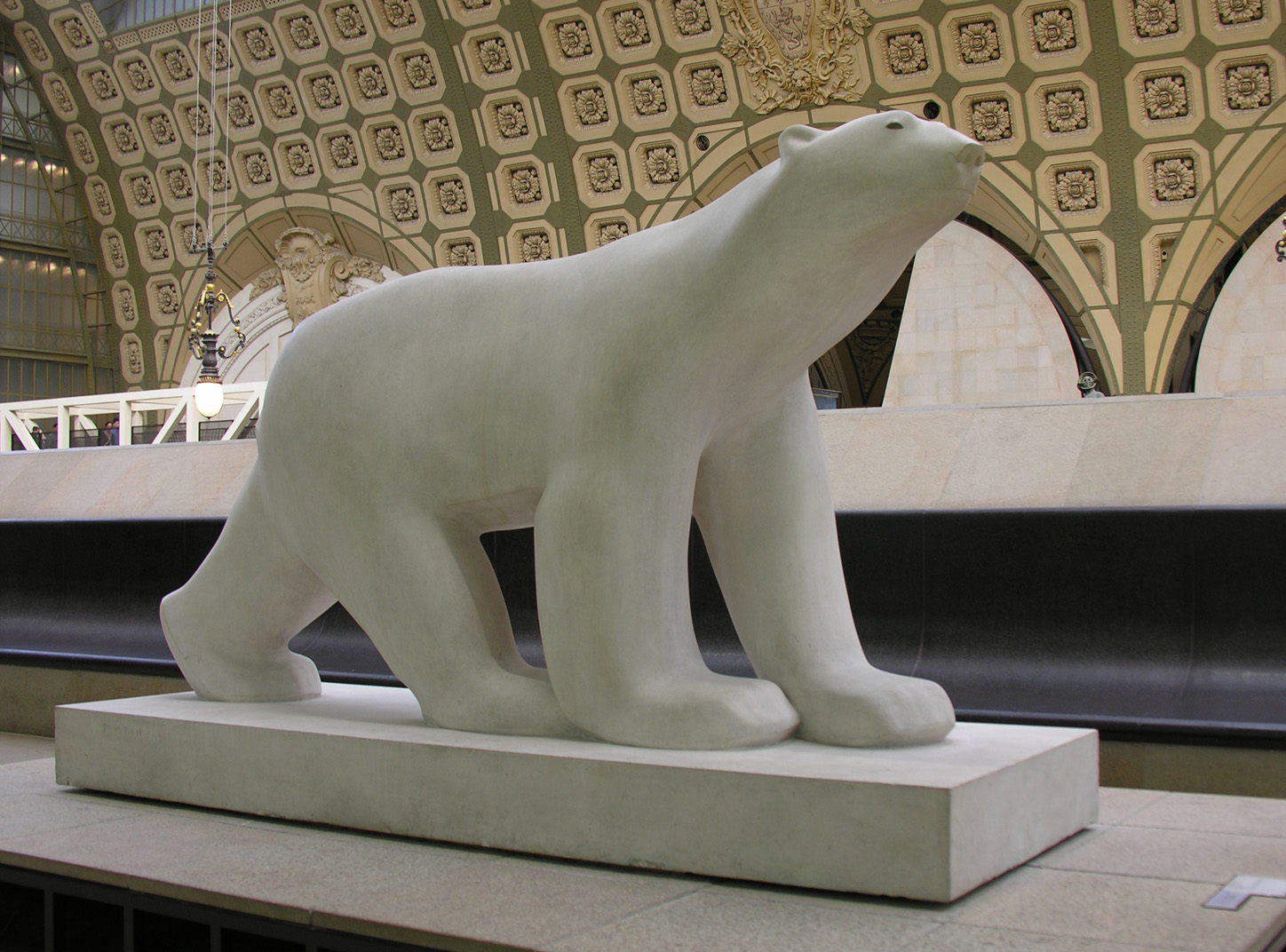
’'De ijsbeer, 1928-1929, pierre de Lens, Musée d'Orsay, Paris
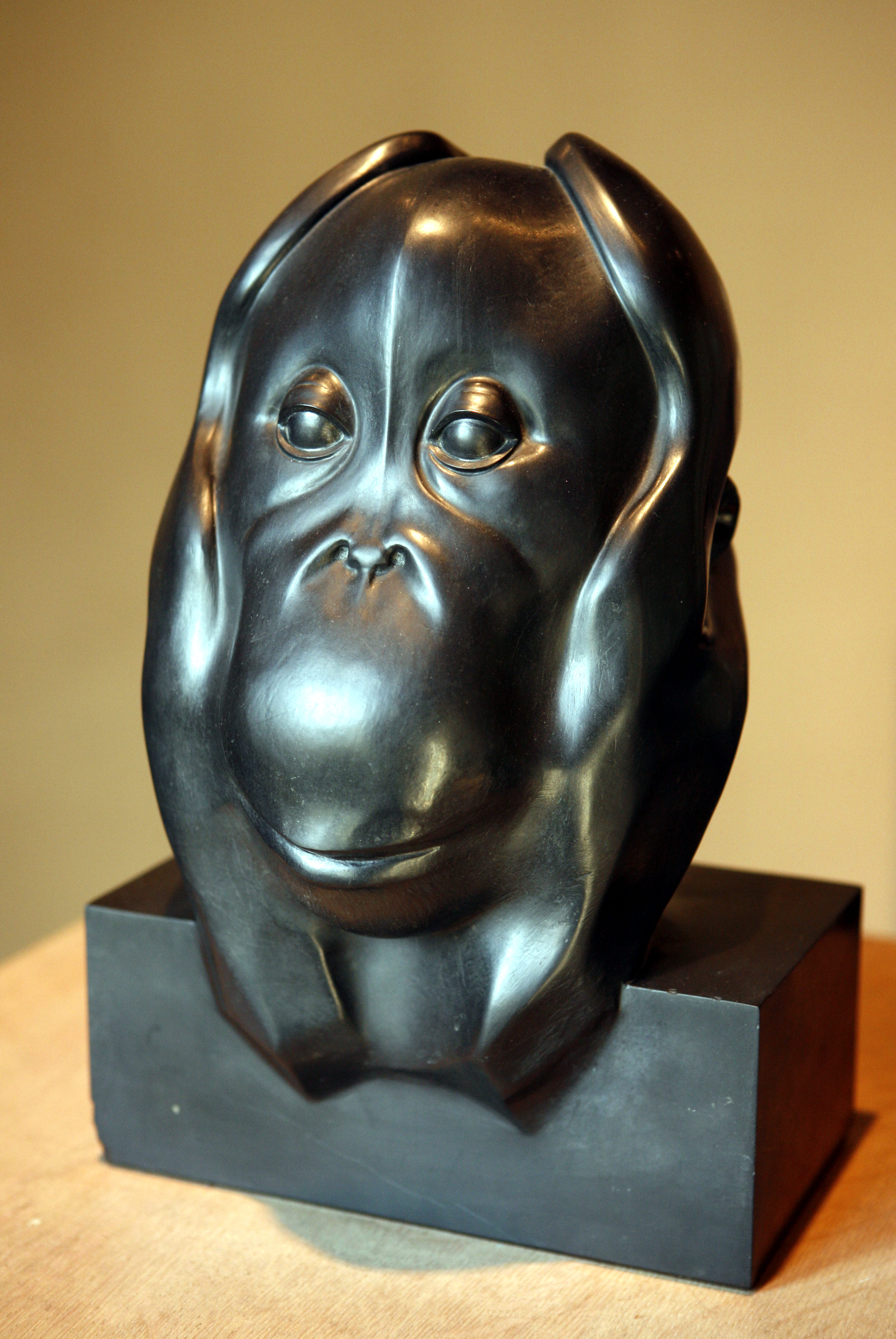
Kop van een orang-oetan, 1930, zwart marmer, Musée des Beaux-Arts, Dijon
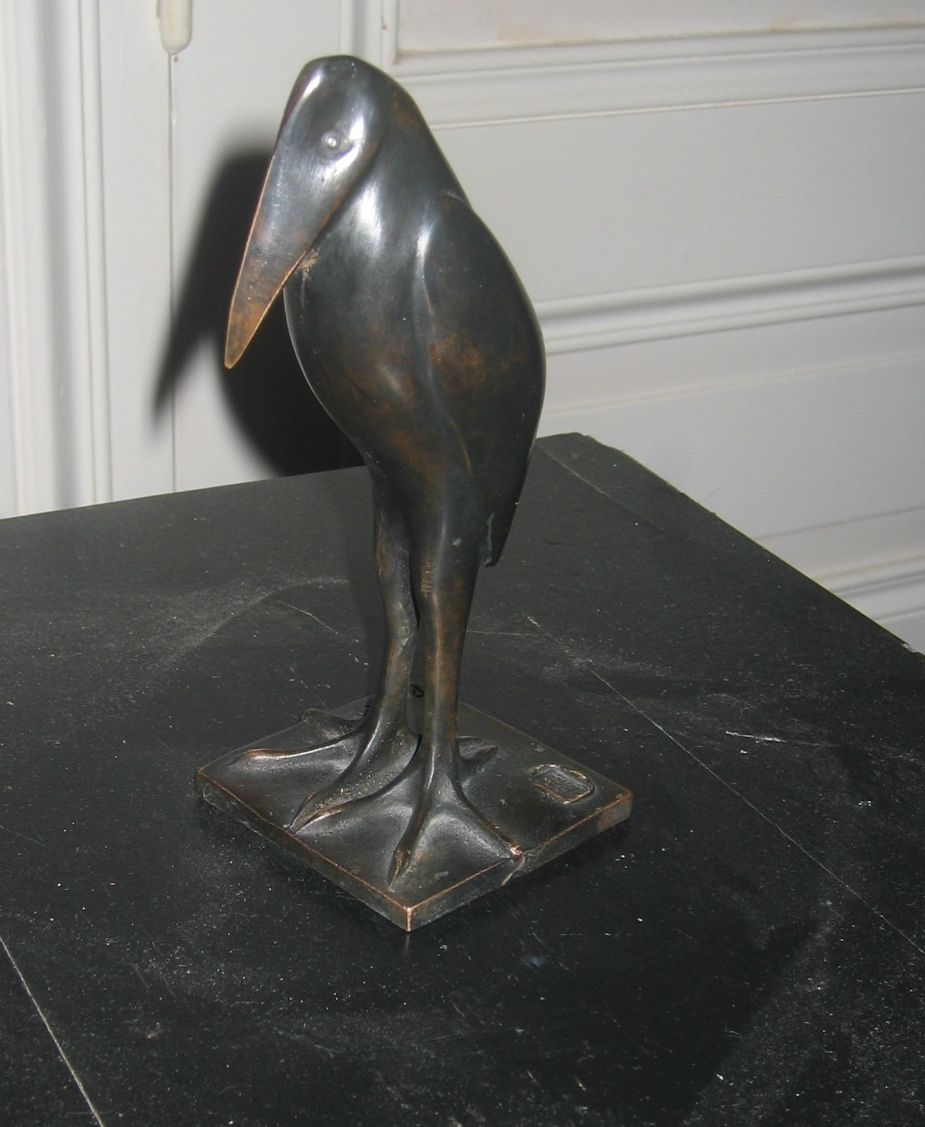
De maraboe, gietijzer
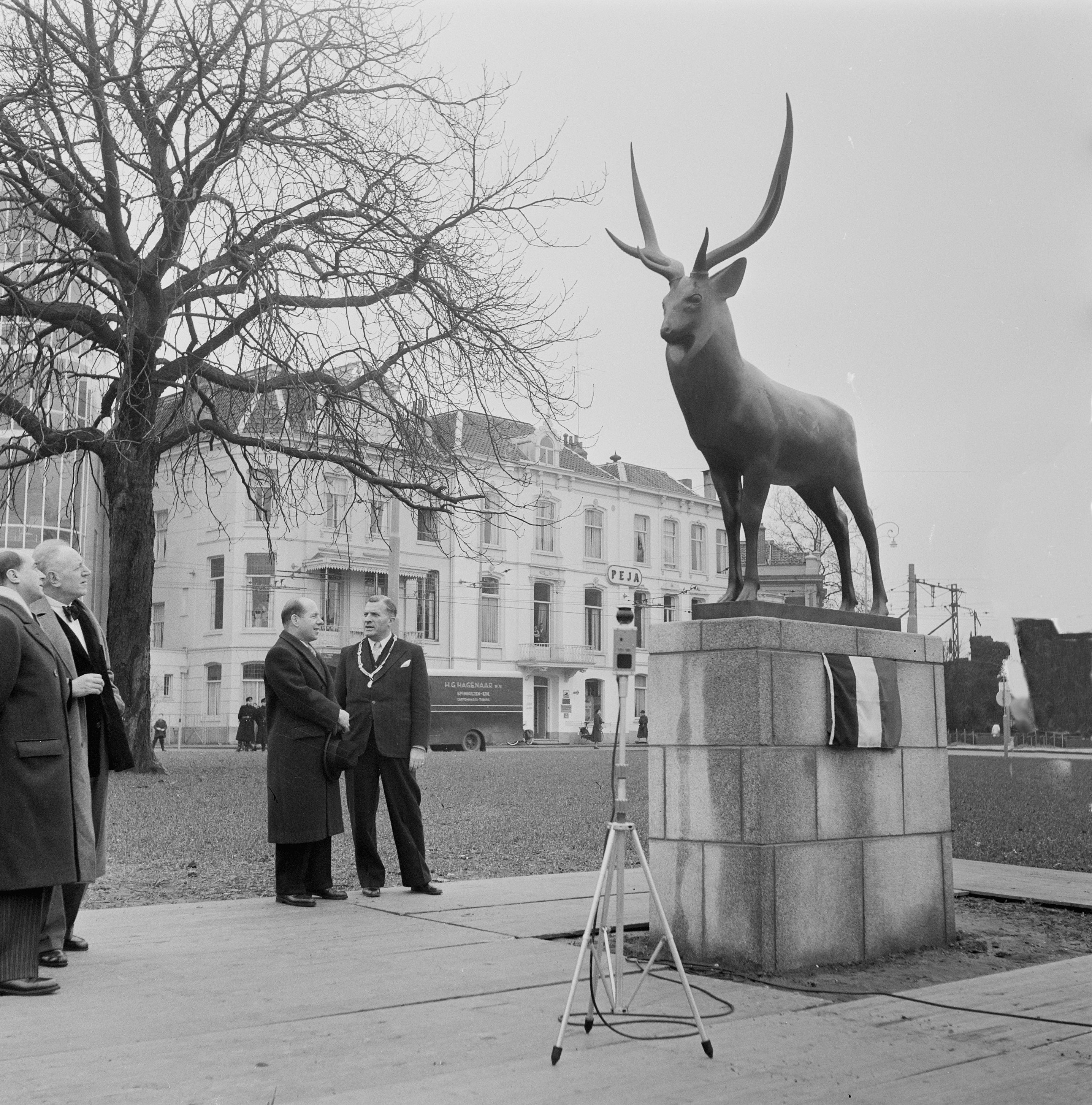
Hert van Pompon, Willemsplein, Arnhem

## Het oeuvre van François Pompon
- Parijs
  - in het Musée d'Orsay :
    - Maman, gips
    - Homme assis, gips
    - Berthe Pompon, gips
    - René de Saint-Marceaux, gips
    - Femme au corset, gips
    - Grue ou Cigogne, gietijzer, brons
    - Canard, bas-reliëf in gips
    - Jeune chouette, 1923, brons
    - Hippopotame, 1918, gietijzer
    - Ours blanc, gips
    - Ours blanc, 1925, pierre de Lens, Musée d'Orsay

  - Ours brun, 1923-1933, brons, Petit Palais
  - Cosette, 1888, gips, Musée Victor Hugo
- Dijon
  - Musée des beaux-arts de Dijon
    - Lucane, 1874, aardewerk
    - Chouette, 1918, brons
    - Poule d'eau, 1923, brons zwart patina
    - Foulque, 1925-1930, brons zwart patina
    - Tête d'Orang-outang, 1930, zwart marmer

  - Ours blanc, 1937, pierre de Lens, Dijon, Jardin Darcy
  - Ours blanc , 1922, Musée des beaux-arts de Dijon
- Saulieu
  - Grand Taureau, Monument à Pompon, onthuld 4 juni 1949, brons, place du Marché
  - Condor, 1923, brons, door François Pompon op het graf van zijn vrouw geplaatst op het kerkhof in Saulieu
  - Grande Panthère Noire, 1929, gips, Musée François Pompon
  - Pélican, 1925, gips, Musée François Pompon
  - Sanglier, 1933, brons, Musée François Pompon.
  - Pigeon au nid, 1926, Musée François Pompon.
  - Faisan, 1933, plâtre, Musée François Pompon.
  - Tête ours blanc, 1930, brons, Musée François Pompon.
  - le marabout , 1929, brons, Musée Francois Pompon.
- Vire
  - Tourterelle, 1919, lithografische steen, Musée municipal de Vire
  - Grand Cerf, 1929, brons, Musée municipal de Vire
  - Grand Duc, 1929-1932, brons, Musée municipal de Vire
  - Goret, 1926-1930, brons roodbruin patina, Musée municipal de Vire
- Lyon
  - Canard, 1934, plâtre, Musée des Beaux-Arts de Lyon
- Vernon
  - Canard sur l'eau, tegen 1922, brons zwart patina, Musée Alphonse Georges Poulain
  - Marabout, 1926, brons zwart patina, Musée Alphonse Georges Poulain
  - Pigeon boulant, 1927, pierre, Musée Alphonse Georges Poulain
  - Perdreau rouge, 1924-1931, brons rood patina, Musée Alphonse Georges Poulain
- Antwerpen
  - Ours blanc, 1920-22, Vilhonneursteen, Middelheimmuseum, Antwerpen[5]
- New York
  - Ours blanc, 1923, marmer, Metropolitan Museum of Art[6]